# Kets

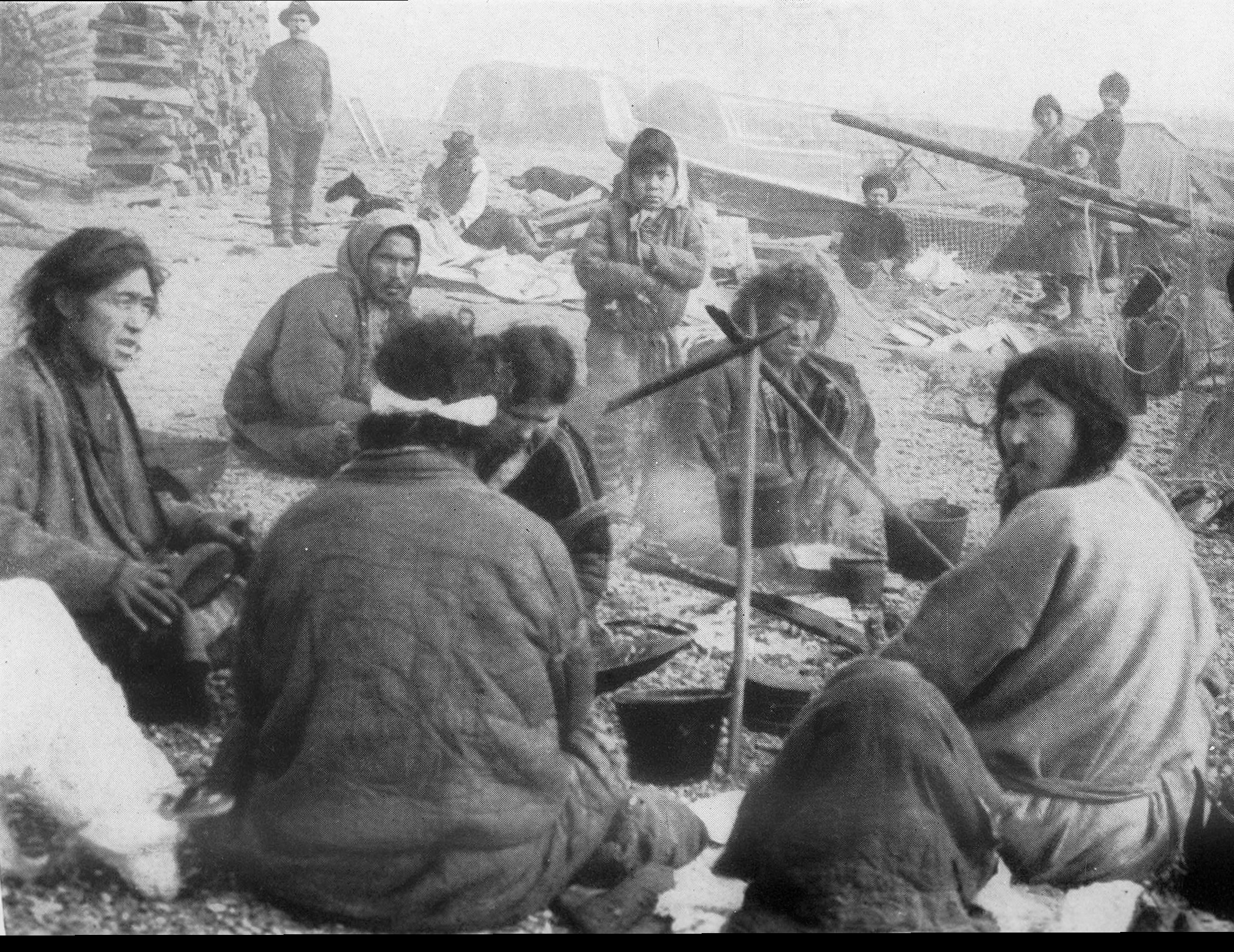
Imatge del poble Ket realitzada per Fridtjof Nansen l'any 1914.

Els ket, keti, quets o ostiacs (Кеты en rus) són un poble que habita la vall mitjana del Ienissei. Es diuen a si mateixos остыган, ostigan o iugun. Ket significa "home" (plural deng "gent"). El cens rus (2002) va registrar 1.494 ket, i vivien majoritàriament a l'antic districte d'Evènkia. Parlen una llengua paleosiberiana. Són descendents de les tribus de caçadors i pescadors de la taigà.
Foren incorporats a l'imperi Rus durant el segle xvii. En 1930 la Unió Soviètica els va reconèixer com a grup ètnic. Des del 1934 el territori ket està inclòs dintre del krai de Krasnoiarsk, que actualment forma part del Districte Federal de Sibèria. Les principals comunitats ket són Kellog, Serkovo, Baklanikha, Goroshikha, Pakulikha, i Maduyka, al districte de Turujanski, i Sulomai, al districte de Baykit.
Físicament els ket reuneixen característiques tant uràliques com mongoloides. Són de complexió cepada i alçària relativament baixa. Les investigacions sobre sobre el cromosoma Y i l'ADN mitocondrial, han evidenciat que els ket estan genèticament relacionats amb alguns pobles amerindis nord-americans. A més el gen Ket del cromosoma Y es troba en sovint entre els homes bascs, irlandesos i especialment els gal·lesos.